# ニコラウス・クラッツァーの肖像
『ニコラウス・クラッツァーの肖像』（ニコラウス・クラッツァーのしょうぞう、仏: Portrait de Nikolaus Kratzer、英: Portrait of Nikolaus Kratzer）は、ドイツのルネサンス期の画家ハンス・ホルバイン (子) が最初にイングランドに滞在した時期の1528年、キャンバス上に油彩で制作した肖像画である。作品は、1671年にケルン出身の銀行家エバーハルト・ジャバッハからフランス王ルイ14世により購入され、現在はパリのルーヴル美術館に収蔵されている。なお、ロンドンのナショナル・ポートレート・ギャラリーには、本作の複製がある。
本作のモデルは、ミュンヘン生まれの天文学者のニコラウス・クラッツァーである。クラッツァーは1516年にイングランドに渡り、オックスフォード大学で学んだ。英語を正確に話せはしなかったが、1519年にイングランドに定住し、国王ヘンリー8世に仕えることとなった。本作には、名高い天文学器具の製作者であった、42歳のクラッツァーが多面体 (10面体) の日時計を制作しているところが描かれている。周囲には数々の器具がある。背後の棚には、半円形の象限儀、シェパーズダイヤル、そのほかの器具が置かれている。クラッツァーは、トーマス・モア、そしてホルバイン自身の友人でもあり、トマス・モアの娘たちには天文学を教えている。
人物は斜め向きに描かれているが、これは15世紀フランドル美術の肖像形式に由来する。しかし、伝統的には胸像であったものを半身像とし、周囲の空間や小道具を描くことによって、現実感を高め、かつモデルの職業や地位を示す点が16世紀の新しい様式であった。ホルバインの作品では、克明な写実の一方で、主に頭部の堅固な彫塑的表現により、つかの間の現実を超えた記念碑性が確立されている。